# Treize Heures dans l'air
Pour plus de détails, voir Fiche technique et Distribution.
Treize Heures dans l'air (Thirteen Hours by Air) est un film américain en noir et blanc réalisé par Mitchell Leisen, sorti en 1936.

## Synopsis
Le pilote de ligne Jack Gordon, sur un vol de New York à San Francisco, est immédiatement attiré par la belle passagère Felice Rollins. Connu comme un "homme à femmes", il parie avec l'hôtesse de l'air Vi Johnson qu'il emmènera Felice dîner ce soir-là. Un vol de bijoux fait la une des journaux, et une belle blonde est impliquée, Jack soupçonnant que Felice pourrait être la coupable. Lors d'une escale à Chicago, Jack apprend qu'un de ses passagers est un riche mondain en désaccord avec un autre passager, le comte Stephani. Jack craint d'avoir une crise impliquant le comte lorsqu'il découvre que Stephani a une arme à feu à bord. Parmi les autres passagers figurent le Dr Evarts et Curtis Palmer, qui semblent tous deux cacher un secret.

## Fiche technique
- Titre français : Treize Heures dans l'air
- Titre original : Thirteen Hours by Air
- Réalisation : Mitchell Leisen
- Producteur : E. Lloyd Sheldon
- Société de production : Paramount Pictures
- Société de distribution : Paramount Pictures
- Scénario : Kenyon Nicholson, Bogart Rogers (d'après Wild Wings de Bogart Rogers, un pilote de guerre)
- Musique : Heinz Roemheld
- Photographie : Theodor Sparkuhl
- Montage : Doane Harrison
- Pays de production :  États-Unis
- Format : noir et blanc - 35 mm - 1,37:1 - Son : Mono (Western Electric Noiseless Recording)
- Genre : Drame, guerre et catastrophe
- Durée : 77 minutes
- Dates de sortie : 
  - États-Unis : 30 avril 1936
  - France : 17 juillet 1936

## Distribution
- Fred MacMurray : Jack Gordon
- Joan Bennett : Felice Rollins
- ZaSu Pitts : Mlle Harkins
- John Howard : Freddie Scott
- Benny Bartlett : Waldemar Pitt III (: Bennie Bartlett)
- Grace Bradley : Trixie La Brey
- Alan Baxter : Curtis Palmer
- Brian Donlevy : Dr Evarts
- Ruth Donnelly : Vi Johnson
- Fred Keating : conte Gregore Stephani
- Adrienne Marden : Ann McKenna
- Dean Jagger : Hap Waller
- Mildred Stone : Ruth Bradford
- Jack Mulhall : Horace Lander
- Clyde Dilson : Fat Richhauser
- Dennis O'Keefe : Baker (: Bud Flannagan)
- Granville Bates : Pop Andrews
- Bruce Warren : Tex Doyle
- Marie Prevost : serveuse à Omaha